# Felix Beckeman
Felix Beckeman (21 de noviembre de 1991) es un deportista sueco que compite en ciclismo de montaña en la disciplina de campo a través para cuatro.
Ganó dos medallas en el Campeonato Mundial de Ciclismo de Montaña, oro en 2017 y bronce en 2019, y una medalla de oro en el Campeonato Europeo de Ciclismo de Montaña de 2012.

## Palmarés internacional
| Campeonato Mundial | Campeonato Mundial       | Campeonato Mundial | Campeonato Mundial    |
| Año                | Lugar                    | Medalla            | Competición           |
| ------------------ | ------------------------ | ------------------ | --------------------- |
| 2017               | Val di Sole (Italia)     | Medalla de oro     | Campo a través para 4 |
| 2019               | Val di Sole (Italia)     | Medalla de bronce  | Campo a través para 4 |
| Campeonato Europeo |                          |                    |                       |
| Año                | Lugar                    | Medalla            | Competición           |
| 2012               | Szczawno-Zdrój (Polonia) | Medalla de oro     | Campo a través para 4 |